# Michela Brunelli
Michela Brunelli (Bussolengo, 5 luglio 1974) è una tennistavolista italiana.

## Biografia
A 18 anni, un incidente l'ha costretta su una sedia a rotelle.
Ai Mondiali ha vinto un argento nella competizione a squadre nel 1998 e un bronzo, sempre a squadre, nel 2006. Agli Europei ha conquistato nei tornei a squadre un oro (2005) e un argento (2007) e nei singolari due medaglie di bronzo (2005 e 2007).
Alle Paralimpiadi di Pechino 2008 ha vinto la medaglia d'argento nel torneo a squadre. Ai Giochi Paralimpici di Tokyo 2020 ha portato a casa la medaglia di bronzo nel torneo a squadre assieme a Giada Rossi.
Ai Campionati Mondiali Paralimpici di Granada 2022 ha conquistato per l'Italia il titolo nel doppio di classe WD5 assieme a Giada Rossi, battendo la squadra thailandese.